# Enrolleringskompani
Enrolleringskompani var en typ av förband i den svenska flottan under 1700-talet. Enrolleringskompanierna existerade 1704-1791, sida vid sida med stadsbåtsmän, indelningsbåtsmän och rotebåtsmän.
Båtsmännen enrollerades, alltså anställdes, efter ett enrolleringsavtal, vars viktigaste punkter var, att varje båtsman i fredstid skulle erhålla fyra daler silvermynt per år med rätt till seglation, fiske eller annan näring utan risk att uppbådas till kronans tjänst. I krigstid erhöll båtsmannen lön efter kvalifikation, men högst fem daler per månad. Lönen kallades vartgäld och utbetalades två gånger per år vid de två årliga mötena. Vid skada i tjänst eller dödsfall utgick ersättning från Amiralitets Krigs-manskassa till den skadade eller hans efterlevande.
1704 inleddes enrolleringen, och 1708 hade 2 830 man enrollerats från de fyra landskapen Bohuslän, Västergötland, Halland och Skåne. Sedan sjönk siffrorna igen, naturligt nog med tanke på de pågående krigen.
Fem enrolleringskompanier sattes upp:
- I - Norra Bohuslän
- II - Södra Bohuslän
- III - Göteborg och delar av Västergötland
- IV - Halland
- V - Skåne

Modellen blev inte lyckad. Manskapet hade rätt att vara ute med handelsbåtar bara man anmälde med vem man skulle segla, vilket skepp och varthän, så vid mötena var många borta. Mycket bråk uppstod eftersom betalande myndigheter inte levererade några pengar, förrän de visste hur stort manskapet var. Detta visste möteschefen först när mötet varat någon dag, och knappast ens då eftersom rymningar var vanliga.